# Bridelia montana
Bridelia montana är en emblikaväxtart som först beskrevs av William Roxburgh, och fick sitt nu gällande namn av Carl Ludwig von Willdenow. Bridelia montana ingår i släktet Bridelia och familjen emblikaväxter. Inga underarter finns listade i Catalogue of Life.